# ジェイコブ・ワイデマン
ジェイコブ・ワイデマン（1829年 - 1893年）は、スイス出身のランドスケープデザイナー。19世紀にアメリカなどで活躍し、墓地設計で分野への最も顕著な貢献をする。
末娘マルグリットによって1935年からハーバード大学デザイン大学院にワイデマン賞が設けられている。

## 経歴
スイス・ヴィンタートゥールで裕福な両親の元に生まれる。ジュネーヴにあった親の友人で建築家のオフィス、フォルテAMで設計修習。主宰者のフォルテからさらにトレーニングを勧められ、1847年、ミュンヘンの造形芸術大学アカデミーの一般プログラムに登録。修了後はランドスケープデザインの道に進むことを決め、アカデミーでは美術や建築を専門に工学、園芸、植物学まで研磨する。工学の修了証書を受け取った後、チューリッヒの植物園で修行し、いくつかの著名な芸術家のアトリエでも絵画を習った。 
1850年代後期に家族で植物園や風景散策をするためヨーロッパ全土に渡る大規模なグランドツアーを実施し、彼は東海岸から西海岸までから、その後パナマ、ペルーに、北米・アメリカ大陸へ初旅行をした。その間技師として活動し、自身最初のコミッションとなるリマにある現在のペルーの農業大学であるハシ・ラ・モリナのための設計を依頼される。完了後一家は帰国するが、彼はアメリカに新天地を求め、ニューヨークに定住しようとする。ワイデマンはドイツからの移民ユージン・バウマンや別の庭師らと一緒に、ニュージャージー州ウェストオレンジやその後ルウェリンパークといった各地で、いくつか庭造りプロジェクトを実行。ヒルパーク、スタテン島では大規模な住宅公園が建設予定で、そのうちの一つに自身のコミッションのいくつかを持つことになった。
1860年代初期には、コネチカット州ハートフォードにブッシュネル公園という、国内初の公的資金を受けた市営の公園を設計建設するためにハートフォードの公園局長を委嘱される。計画予定地には排水の難問に直面しており、対処するためワイデマンのエンジニアリングスキルを必要としていた。彼の計画案は新規に結成された公園理事会によって承認される。1864年には、シーダーヒル墓地をワイデマンに設計と施工監督を委嘱。今日までシーダーヒル墓地は広大な墓地のためワイデマンのオープンな芝生計画に忠実である。公園運動の最前線に立っていた彼らが農村墓地のあり方の重要性に気づいて、農村墓地の確立に向けて役立たせた。
オープンな芝生という設計コンセプトは、設計分野だけでなく教育の上でも、全国の学生のために確立され、一貫したカリキュラムの確立の基礎と、ランドスケープアーキテクト認定のための永続的な提示となる。
1870年、田舎の家を美化した彼の最初の著書が出版される。
その後スイスに帰国し長期滞在した後ハートフォードに戻ったが、すぐに自身の設計事務所を開設し、ニューヨーク市に移転。 彼はフレデリック・ロー・オルムステッドと協働し、事務所支部をマサチューセッツ州ブルックラインにも設置し9年間にわたり広範囲に協力した。
1874年にはニューヨークのグラマシー公園を噴水付きのもとに改造している。
1876年、フィラデルフィアのセンテニアル展で、ワイデマンはベイショアの "Masquetux"、ヘンリー・B・ハイドのエステート開発、ロングアイランド、ニューヨークのための計画 "メダルとディプロマ"を受賞。その後もロングアイランドとニューヨークの他の場所で多くの団地や公園、ニューイングランドとニュージャージー州にはキャンパスの計画を手がけた。 
1870年代後半には業務は国家的な広がりを得ていた。1878年に、彼はアーカンソー州のホットスプリングスで景観を改訂する計画を策定し、1885年までに彼はアイオワ州デスモインスの議会議事堂の敷地設計者に選出される。この間、グラウステートフェア用とポーク・アンド・ハベル住宅公園の計画も依頼されている。現在みられるアットザキャピトル階段プラザは彼のデザインで生み出されたものである。 
アイオワ州での経験を得たワイデマンはすぐにベンチャー業でシカゴに移動するがこれは日の目をみず、1889年にニューヨークに戻る。結局ニューヨーク在住はわずか4年で、1893年に死を迎える。この時にはコネチカット州ハートフォードのポープ公園の計画に携わり、オルムステッド事務所が彼の死後に計画に取り組み完成させた。 
ワイデマンはまた、2つの重要な著書作品を残している。 一つはスタイルの問題で雑誌連載されることになり、後に『アメリカのガーデンアーキテクチュア 』（1877年） と題し出版された。彼はこのシリーズのために全ての図版を用意し、当時唯一、分野最初のジャーナル書として出版される。 また彼はシカゴにいた間にプロトタイプとして考案していたシーダーヒル・プランを利用して、オープン芝生のコンセプトを特色とした墓地設計のためのガイドを書き、これを『現代の墓地』（1888年）として刊行した。